# Infraphulia
Infraphulia es un género  de mariposas de la familia Pieridae. Se encuentra en Sudamérica.

## Especies
- Infraphulia illimani (Weymer, 1890)
- Infraphulia ilyodes (Ureta, 1955)
- Infraphulia madeleinea Field & Herrera, 1977